# Каэте
Каэте (порт. Caeté) — муниципалитет в Бразилии, входит в штат Минас-Жерайс. Составная часть мезорегиона Агломерация Белу-Оризонти. Входит в экономико-статистический микрорегион Белу-Оризонти. Население составляет 37 424 человека на 2007 год. Занимает площадь 541,094 км². Плотность населения — 69,1 чел./км².

## История
Город основан 25 ноября 1865 года.

## Статистика
- Валовой внутренний продукт на 2003 год составляет 120 334 861,00 реалов (данные: Бразильский институт географии и статистики).
- Валовой внутренний продукт на душу населения на 2003 год составляет 3207,31 реалов (данные: Бразильский институт географии и статистики).
- Индекс развития человеческого потенциала на 2000 год составляет 0,789 (данные: Программа развития ООН).

## География
Климат местности: горный тропический.

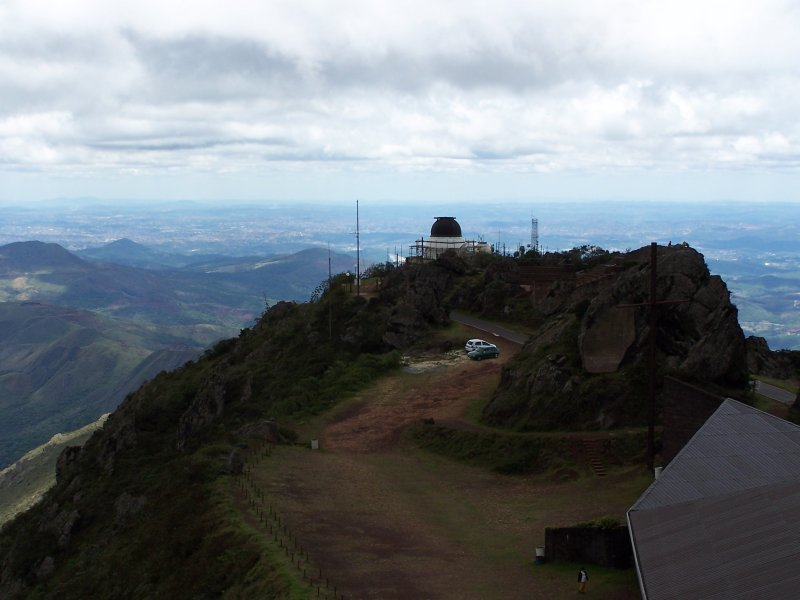

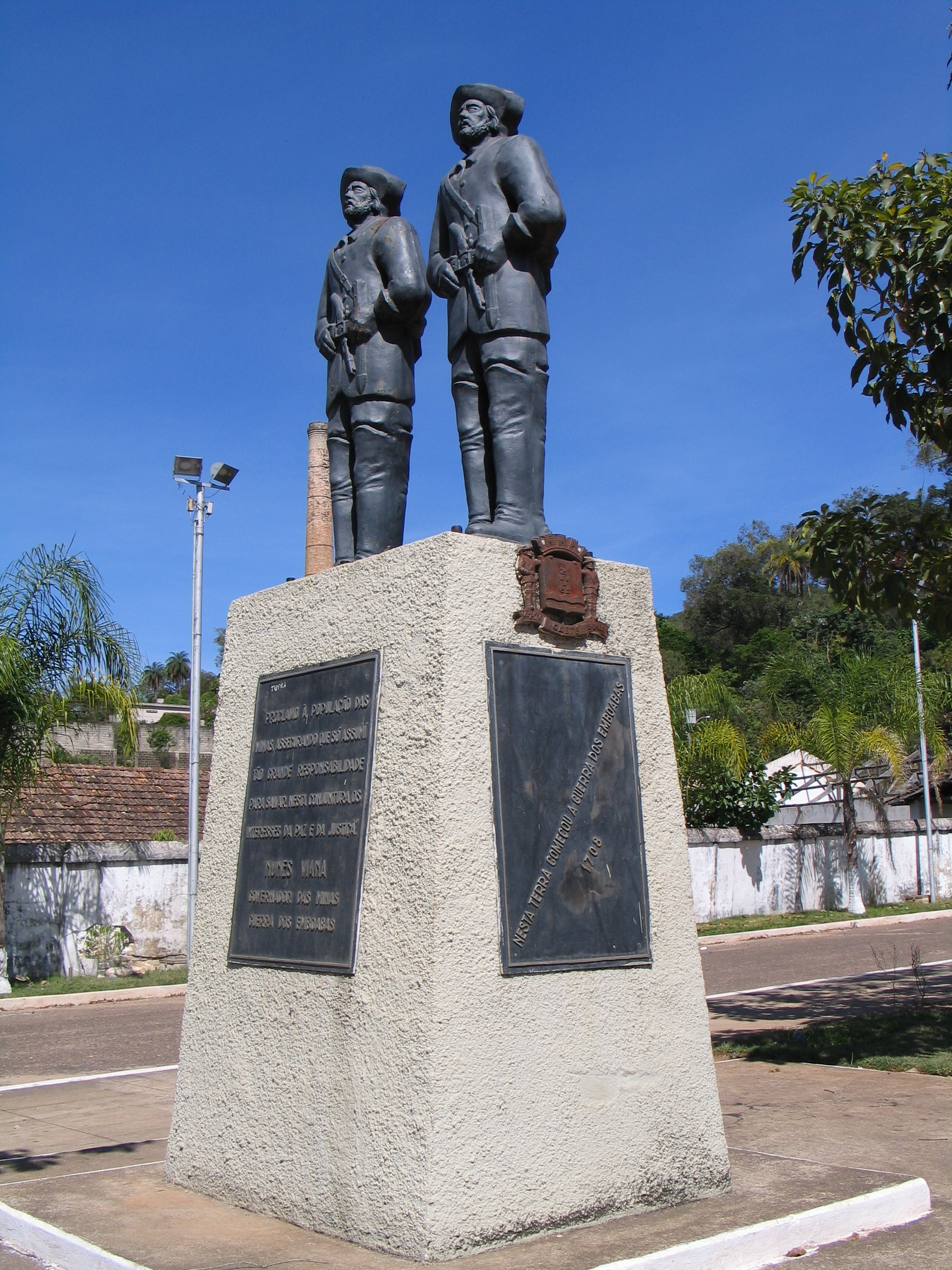